# 오스트로비에츠군

시비엥토크시스키에주 지도에 표시된 오스트로비에츠군의 위치

오스트로비에츠군(폴란드어: powiat ostrowiecki)은 폴란드 시비엥토크시스키에주에 위치한 군으로 군청 소재지는 오스트로비에츠시비엥토크시스키이며 면적은 616.33km2, 인구는 109,512명(2019년 기준), 인구 밀도는 180명/km2이다.
북쪽으로는 마조프셰주 립스코군, 남쪽으로는 오파투프군, 서쪽으로는 키엘체군, 스타라호비체군과 접한다. 6개 지방 자치체(1개 도시, 2개 도시형 농촌, 3개 농촌)를 관할한다.

군기
군 문장